# 馬里龍屬
馬里龍屬（學名：Maleevus）是甲龍亚目的一屬恐龍。馬里龍身長估計約6米，生存於上白堊紀的土侖階，距今約9000萬年前。

## 歷史
馬里龍的模式種是鋸牙馬里龍（M. disparoserratus），牠的化石只有左右上頜骨、及部份頭顱骨，是在1952年由蘇聯古生物學家葉甫根尼·馬列夫（Evgeny Maleev）發現的。他認為這些化石是屬於徐龍的，並將之命名為鋸牙徐龍（Syrmosaurus disparoserratus）。
由於這些骨頭碎片是從蒙古的巴彥洪戈爾省發掘出來，與同於蒙古發現的籃尾龍很相似，所以有學者認為鋸牙徐龍其實是籃尾龍屬的另一個物種。直至1987年，蘇聯古生物學家圖曼諾瓦（Tatyana A. Tumanova）才認為牠是獨立的屬，並命名為馬里龍，以化石發現者為名。
在2001年，肯尼思·卡彭特（Kenneth Carpenter）在替甲龍亚目恐龍進行的系統發生學研究中，認為馬里龍其實是一個疑名。

## 外部連結
- DinoRuss有關馬里龍的資料 （页面存档备份，存于）